# Master of Wine

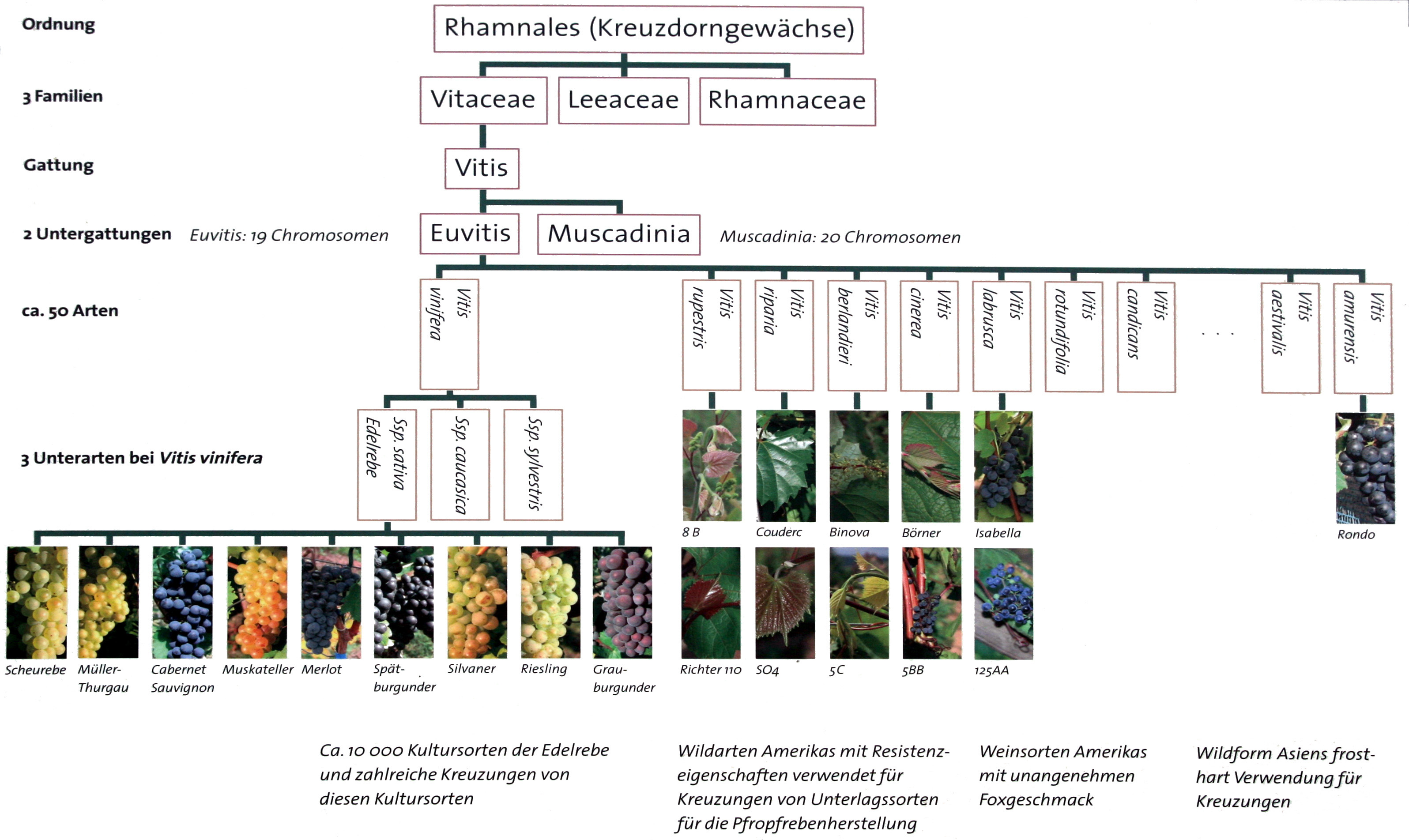
Studie naar vele druiven varianten.

Master of Wine (afgekort: MW) is een titel in de internationale wijnindustrie, hoewel het geen academische graad is. Er wordt veel geëist op het gebied van theoretische, praktische, technische en commerciële kennis. Vanwege de jarenlange studie is veel zelfdiscipline vereist. Sinds 2000 zijn de exameneisen aangescherpt. Zo was de scriptie eerder een formaliteit, maar is het nu een volwaardig derde onderdeel van het examen. Wereldwijd waren er in 2017 meer dan 350 Masters of Wine, waaronder drie Belgen en drie Nederlanders.